# De Sims 3: Levensweg
De Sims 3: Levensweg (Engels: The Sims 3: Generations) is het vierde uitbreidingspakket van De Sims 3, welke op 5 april 2011 door Electronic Arts werd aangekondigd. De speluitbreiding werd in de Verenigde Staten op 31 mei 2011 en in Nederland en België op 2 juni 2011 uitgebracht.

## Gameplay
Het pakket bevat elementen van de bestaande uitbreidingspakketten van vorige De Sims-spellen: The Sims: Party, De Sims 2: Studentenleven en De Sims 2: Vrije Tijd, en de bestaande accessoirepakketten: De Sims 2: Familiepret Accessoires, De Sims 2: Feest! Accessoires en De Sims 2: Tiener Accessoires.
Met het uitbreidingspakket verkrijgt de speler nieuwe mogelijkheden voor de verschillende leeftijdsfases van de Sims:
Peuters
- Er is een kinderwagen beschikbaar om met de peuter een eindje te wandelen.

Kinderen
- Kinderen krijgen een fantasievriendje en kunnen eventueel op kostschool gaan.

Tieners
- Tieners hebben ook de mogelijkheid op kostschool te gaan.
- Ze kunnen allerlei grapjes uithalen, onder andere eieren tegen deuren aangooien en stinkbommen plaatsen. Zo kunnen ze dan huisarrest krijgen.
- Wanneer tieners afstuderen krijgen ze een diploma. Dan kunnen ze, samen met een date, naar het eindbal op school gaan en verkozen worden als koning of koningin van het bal.
- Tieners die met een auto willen rijden, moeten eerst rijlessen krijgen van een volwassene.

Jongvolwassenen en volwassenen
- Voor het huwelijk kunnen jongvolwassenen en volwassenen een vrijgezellenfeest houden.

Volwassenen
- Volwassenen kunnen een midlifecrisis krijgen.

Ouderen
- Ouderen kunnen in de buurt rondwandelen met wandelstokken.

Algemeen
- Films van de nieuwe videocamera's kunnen afgespeeld worden op de televisie in het spel.
- Sims kunnen met behulp van de scheikundeset verschillende brouwsels maken.
- Het nieuwe beroep is Kinderopvang, waarbij de Sims voor de peuters en kinderen in de buurt moeten oppassen.

### Nieuwe voorwerpen
Het pakket voegt nieuwe kleding voor verschillende leeftijdsfases en nieuwe meubels zoals stapelbedden en wenteltrappen toe. Een nieuwe wereld is echter niet toegevoegd.